# Сосковское сельское поселение
Сосковское се́льское поселе́ние — муниципальное образование в Сосковском районе Орловской области Российской Федерации.
Административный центр — село Сосково.

## История
Статус и границы сельского поселения установлены Законом Орловской области от 25 октября 2004 года № 433-ОЗ «О статусе, границах и административных центрах муниципальных образований на территории Сосковского района Орловской области».

## Население
| 2010  | 2012  | 2013  | 2014  | 2015  | 2016  | 2017  |
| ----- | ----- | ----- | ----- | ----- | ----- | ----- |
| 2515  | ↘2449 | ↘2407 | ↘2335 | ↘2322 | ↘2301 | ↘2298 |
| 2018  | 2019  | 2020  | 2021  | 2023  |       |       |
| ↘2282 | ↘2255 | ↘2195 | ↘2134 | ↘2043 |       |       |

## Состав сельского поселения
| №  | Населённый пункт | Тип населённого пункта       | Население |
| -- | ---------------- | ---------------------------- | --------- |
| 1  | Дюкарево         | деревня                      | ↘233      |
| 2  | Ельково          | деревня                      | 20        |
| 3  | Жихаревка        | посёлок                      | 11        |
| 4  | Звягинцево       | деревня                      | ↘84       |
| 5  | Кукуевка         | деревня                      | 20        |
| 6  | Мартьяново       | деревня                      | ↘104      |
| 7  | Мыцкое           | село                         | ↘170      |
| 8  | Орехово          | деревня                      | 43        |
| 9  | Рубчая           | деревня                      | 16        |
| 10 | Сосково          | село, административный центр | ↘1794     |
| 11 | Шаховцы          | деревня                      | 20        |